# І раптом вже вечір
«І раптом вже вечір» (нім. Plötzlich ist es Abend) — роман німецької письменниці Петри Морсбах, який вийшов 1995 року в Німеччині. Українською виданий 2018 року у видавництві «Видавництво 21». Переклала з німецької мови Людмила Нор. Перша презентація українського видання відбулася 22 вересня 2018 року під час 25 BookForum у Львові за участі Людмили Нор, Верени Нольте, Юрка Прохаська.

## Опис

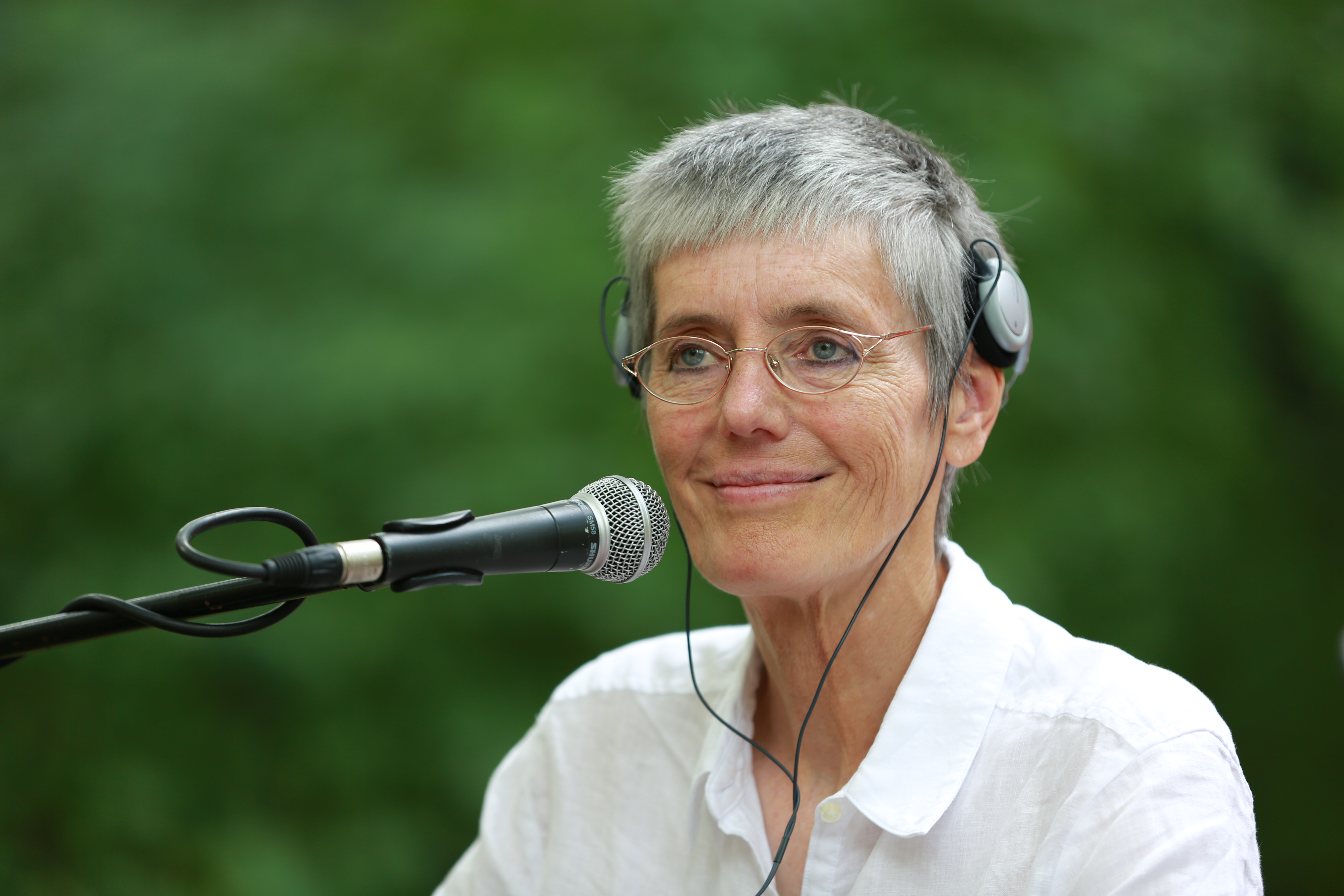
Петра Морсбах, 2017 рік

Події роману відбуваються в СРСР, у Ленінграді з 1926 по 1993 рік. Авторка розповідає про життя попівської доньки Люсі, яка закохується, і прагне стати щасливою у цій країні. Однак, в тоталітарній державі їй важко відчути себе вільною людиною, адже скрізь втручаються в особистий простір та сковують свободу. Люся зустрічає людей, які виступають проти системи та ідеології комуністичного тоталітаризму. Серед іншого у романі звучить також українське питання. Книга описує історію «маленької людини» у боротьбі за існування в СРСР, авторка намагається показати на прикладі однієї людини складні пошуки щасливої долі у контрольованому суспільстві.

## Критика
Критики високо оцінили роман Петри Морсбах. Зокрема, українська менеджерка культури Ірина Шимон вказала, що «головною героїнею є жінка, радянська жінка. Петрі вдалось описати її життя дуже щиро та неймовірно проникливо». Літературна оглядачка Юлія Дутка рекомендувала книгу для прочитання в останні осінні дні. Німецький літературний критик Мартін Гальтер зауважив, що «ця книга – немов самотня скеля у нашому розрівняному літературному ландшафті. Вона масивна, шорстка й разюча; незвична і божевільна, брутальна й іронічна, вона не відповідає ані нашим упередженням, ані нашим потаємним очікуванням». Німецька публіцистка Барбара Зихтерман зазначила, що  «розлогий, але завжди контрольований, дотепний стиль оповіді Морсбах нагадує великих росіян XIX – початку XX століть, не будучи, проте, їхнім наслідуванням, і водночас цілковито недвозначно охоплює й схоплює нашу реальність». Німецький перекладач Томас Решке підсумував, що «так влучно описати свою країну ‒ з її нескінченними матеріальними, соціальними та політичними негараздами ‒ вдавалося лише одиницям з відомих радянських письменників, переслідуваних цензурою». 

### Видавництво
- «І раптом вже вечір» [Архівовано 5 січня 2019 у Wayback Machine.] на сайті «Видавництва 21»

### Критика, події, інтерв'ю
- Дутка Ю. (23 листопада 2018). Що читати у останні осінні вихідні: 10 книжок, які ви могли пропустити. Що почитати. yakaboo.ua. Процитовано 5 січня 2019.
- Зайшов «на секунду», а вийшов з торбою книг: Що купують відвідувачі «Форуму видавців». Радіо Свобода. 22 вересня 2018. Архів оригіналу за 5 січня 2019. Процитовано 5 січня 2019.
- Шимон Н. (29 листопада 2018). Верена Нольте: будівництво культурних мостів між Німеччиною та Україною. Лівий берег. Архів оригіналу за 2 січня 2019. Процитовано 5 січня 2019.
- Petra Morsbach: Plötzlich ist es Abend. meine-lieblingsbuecher.de. Архів оригіналу за 5 січня 2019. Процитовано 5 січня 2019.
- Setzwein B. (8 лютого). Porträt der Romanautorin Petra Morsbach. br.de. Архів оригіналу за 5 січня 2019. Процитовано 5 січня 2019.